# Triencentrus intermedius
Triencentrus intermedius är en insektsart som beskrevs av Max Beier 1960. Triencentrus intermedius ingår i släktet Triencentrus och familjen vårtbitare. Inga underarter finns listade i Catalogue of Life.